# Магнезия
 Тази статия е за областта в Тесалия.  За античния град в Мала Азия вижте Магнезия на Меандър.  
Магнисия (на гръцки: Μαγνησία, новогръцко произношение Магнисия, старогръцко – Магнезия) е областна единица в Гърция, част от административната област Тесалия. Магнисия е с население от 210 330 жители (2005 г.) и обща площ от 2636 км². Административен център е град Волос. Магнисия се намира между Атина и Солун. На територията на Магнисия е планината Пилио.